# Tirizis Island
Tirizis Island (englisch; bulgarisch остров Тиризис ostrow Tirisis) ist eine in ost-westlicher Ausrichtung 1,05 km lange und bis zu 350 m breite Felseninsel im Archipel der Südlichen Shetlandinseln. Sie liegt 100 m vor der Ostküste von Robert Island. Ihr östliches Ende wird durch den Kitchen Point gebildet, der vor dem Rückzug der Eismassen zu Beginn des 21. Jahrhunderts Robert Island zugeordnet wurde.
Die bulgarische Kommission für Antarktische Geographische Namen benannte sie 2012 nach der antiken thrakischen Stadt Tirisis im Nordosten Bulgariens.